# Кукоренчук Володимир Вікторович
Кукоренчук Володимир Вікторович — радянський і український кінооператор. Лауреат Державної премії України ім. Т. Г. Шевченка (1985). Заслужений діяч мистецтв України (2008).

## Біографія
Народився 17 жовтня 1947 р. в с. Бистрик на Сумщині в родині службовців.
Закінчив операторський факультет Всесоюзного державного інституту кінематографії (1974).  З 1974 р. — оператор «Укркінохроніки». Член Національної спілки кінематографістів України.
З 1966 по 1968 рік навчався у Черкаському педінституті на фізико-математичному факультеті та у Московському Державному Університеті на факультеті журналістики. З 1969 по 1974 рік навчався у Всесоюзному Державному Інституті Кінематографії на кінооператорському факультеті. Після закінчення інституту - служба в армії (1974-1975 р.) З 1975 по 1999 рік працював на Українській студії хронікально-документальних фільмів оператором. Зняв понад 100 фільмів. З 1982 року член Спілки кінематографістів України. У 1985 році отримав Державну премію України ім. Т.Г.Шевченка за фільм "Тривожне небо Іспанії" (реж. А.Фернандес). 1988 - Гран-прі кінофестивалю "Молодість" м. Київ за фільм "Завтра свято" (реж. С.Буковський). 1991 - Гран-прі "Золотий голуб" на кінофестивалі в Лейпцигу за фільм "Дах" (реж С.Буковський).

### Заслужений митець України.
Педагогічна діяльність – з 1995 по 2000 рік викладав у Театральному інституті ім. Карпенка-Карого. З 2001 року майстер курсу фотохудожників у Київському Національному Університеті Культури та Мистецтв.
Створив власну програму з предметів «Фотокомпозиція» та «Майстерність фотохудожника». Організатор та учасник виставок фотографії. Автор понад десятка фотокниг та наукових статей.

## Учні
- Ігор Стрембицький – володар "Золотої пальмової гілки" кінофестиваль, Канни. Документальний фільм "Подорожні" (2006).
- Іван Чернічкін – один із 12 найкращих молодих фотографів світу "World press photo" (2006).
- Степан Рудик – володар Гран-прі міжнародних конкурсів, стипендіат Національного польського культурного центру Gaude Polonia у 2010 та 2013 роках.
- Єва Зеленська – дипломант міжнародного кінофестивалю "Початок", номінація Фотографія, Санкт-Петербург (2007).
- Артем Петренко – дипломант міжнародного кінофестивалю "Початок", номінація Фотографія, Санкт-Петербург (2007).
- Юлія Іванова – дипломант міжнародного кінофестивалю "Початок", номінація Фотографія, Санкт-Петербург (2007).
- Дипломи переможців 5-ої Міжнародної студентської фотобієнале у Novi Sad (Serbia) отримали 13 студентів (2015).

## Фільмографія
Зняв стрічки:
- «Никанорович» (1974)
- «Шлях звершень» (1975, у співавт.)
- «Вулиця нашої молодості», «Між небом і землею» (у співавт.)
- «Батьківщина славить героя», «Стратегія якості» (у співавт.)
- «Добридень, Дніпропетровськ!» (1976)
- «Одержимість», «Ці загадкові ляльки» (1977)
- «Розум, честь і совість епохи» (Диплом і Перший приз XI Всесоюзного кінофестивалю, Єреван, 1978)
- «Світло попереду» (Перший приз за найкращий документальний фільм V Всесоюзного огляду фільмів про робітничій клас, Ярославль, 1981; Диплом І Всесоюзного тижня-огляду праць молодих кінематографістів, Київ, 1979)
- «Флорентійські зустрічі» (1978)
- «Олесь Гончар. Штрихи до портрета» (1979)
- «В'язень Косого капоніра», «Олімпіада на Україні» (у співавт.), «Між Савою і Дніпром» (1980)
- «Щоденник старого лікаря», «Студент Київського університету» (1981)
- «Отак і пишу. Остап Вишня» (1982, у співавт.)
- «Тривожне небо Іспанії» (1985, Державна премія УРСР, 1985 ім. Т. Г. Шевченка)
- «Дах» (1990)
- художній фільм «Снайпер» (1991)
- «Dinolitoden» (1996, режисер і оператор)
- «Порода» (1998, док./ф)
- «Іван Марчук. Голос моєї душі»  (1998, док./ф)
- «Світ Любомири» (2000, Інтерньюз-Україна, док. фільм, реж. О. Коваль)
- «Катерина Білокур. Послання» (2001, д/ф, студія «Кінематографіст», оператор у співавт.).

Зняв док. фільми режисера С. Буковського:
- «Завтра свято» (1987)
- «А нічка темная була…», Диплом МКФ в Більбао, Іспанія, 1988
- «Дах» (1989)
- «Сон». Диплом Всесоюзного кінофестивалю документального кіно в Ленінграді, 1990
- «Пейзаж. Портрет. Натюрморт» (1993)
- «На Берлін!». Спеціальний Приз жюрі МКФ в м. Лейпциг, Німеччина, 1995
- «Назви своє ім'я»/Spell Your Name (2006, у співавт. з Р. Єленським)
- «Живі» (2008) та ін.

## Нагороди та премії
- Заслужений діяч мистецтв України (2008)
- Державна премія УРСР імені Т. Г. Шевченка (1985) — за хронікально-документальний фільм «Тревожное небо Испании»